# Palazzo Riso
Palazzo Belmonte Riso (o Palazzo Riso) è un edificio storico di Palermo, di epoca settecentesca, ubicato al numero 365 di Corso Vittorio Emanuele. Negli spazi del palazzo sono ospitate le collezioni del Museo d'arte contemporanea della Sicilia,  noto anche come RISO.

## Il palazzo
Il nome originario dell'edificio è Palazzo Ventimiglia di Belmonte, nella metà del XIX secolo passato al barone Giovanni Riso di Colobria assumendo l'attuale nome. Dopo un primo incarico affidato al principe Alessandro Vanni di San Vincenzo, "dilettante di architettura", nel 1780 il progetto fu commissionato dal principe di Belmonte Giuseppe Emanuele Ventimiglia all'architetto Giuseppe Venanzio Marvuglia. Tuttavia due architetti dell'epoca, Doufurny e Hittorff, riportano entrambi il coinvolgimento dell'importante figura di Ferdinando Fuga nella costruzione.
Completato nel 1784, l'edificio è un esempio del passaggio dallo stile tardo Barocco siciliano al Neoclassicismo.
Nel XIX secolo divenne proprietà della famiglia Riso, il cui stemma è posto sul portale d'ingresso.
L'opera fu realizzata in marmo da Ignazio Marabitti, così come le sculture neoclassiche del balcone centrale.
Durante la seconda guerra mondiale una bomba colpì il palazzo, a quell'epoca sede della casa del Fascio, facendone crollare una parte e distruggendo gli affreschi, tra cui quello realizzato da Antonio Manno nel grande salone da ballo e quelli di Giuseppe Patania. Da allora il palazzo venne abbandonato.
Verso la metà degli anni novanta la Regione Siciliana, già proprietaria del palazzo, avviò i primi lavori di restauro, recuperando alcune parti dell'edificio.
Nel 2006 vennero avviati i lavori di restauro dell'ala nord dell'edificio e nel 2008 venne realizzato l'allestimento museale per la nuova destinazione del palazzo a museo d'arte contemporanea. Nel 2015 sono ancora in corso lavori di ricostruzione e di adeguamento infrastrutturale.

## Museo d'arte contemporanea della Sicilia
Dal 2008, Palazzo Riso è la sede del Museo d'Arte Contemporanea della Regione Siciliana, uno degli spazi espositivi più importanti della regione. Alla sua apertura il museo si è dotato di una struttura per la promozione dell'arte contemporanea siciliana: il SACS (Sportello per l'Arte Contemporanea della Sicilia) è costituito da un archivio i cui materiali sono disponibili on-line e consultabili in forma cartacea presso la sede del museo.

### Patrimonio
La collezione permanente del museo comprende opere di artisti contemporanei tra cui: Carla Accardi, Giovanni Anselmo, Stefania Artusi, Alessandro Bazan, Christian Boltanski, Pietro Consagra, Stefano Cumia, Andrea Di Marco, Francesco De Grandi, Fulvio Di Piazza, Emilio Isgrò, Richard Long, Domenico Mangano, Sebastiano Mortellaro, Giulia Piscitelli, Laboratorio Saccardi, Salvo, Antonio Sanfilippo, Francesco Simeti, Paola Pivi, Francesco Maria Romano, Croce Taravella, Luca Vitone e Sergio Zavattieri.